# Roccasecca dei Volsci
Roccasecca dei Volsci ist eine Gemeinde in der Provinz Latina in der italienischen Region Latium mit 1055 Einwohnern (Stand 31. Dezember 2024). Sie liegt 97 Kilometer südöstlich von Rom.

## Geographie
Roccasecca liegt in den Monti Ausoni oberhalb der Pontinischen Ebene.
Es ist Mitglied der Comunità Montana Monti Lepini e Ausoni.

## Geschichte
Der Ort wurde von den Volskern gegründet, die um das Jahr 876 n. Chr. aus ihrer Stadt Priverno geflohen waren, als diese von den Sarazenen zerstört wurde. Der Ort mit Umgebung wurde dann ein Lehen des Kirchenstaats und im 12. und 13. Jahrhundert war er im Besitz der Grafen von Ceccano, ging 1428 an Ildebrando Conti über, 1556 an die neapolitanische Familie Carafa und 1558 an die römische Familie Massimo. Diese führt bis heute unter anderem den Titel Marchese von Roccasecca, obwohl sie einen Teil des Lehens 1762 an die aus Gubbio stammende Adelsfamilie Gabrielli abgetreten hatte, der dann an die Marchesi Del Gallo aus Roccagiovine kam. Die Villa Massimo im Ortskern war der eher bescheidene Verwaltungssitz der Grundherrschaft.

## Bevölkerung
| Jahr | Bevölkerung |
| ---- | ----------- |
| 1871 | 0716        |
| 1901 | 0782        |
| 1921 | 0968        |
| 1951 | 1320        |
| 1971 | 1194        |
| 1991 | 1201        |
| 2001 | 1201        |

## Politik
Barbara Petroni wurde am 5. Juni 2016 zur neuen Bürgermeisterin gewählt.

## Belege
1. ↑  Bilancio demografico e popolazione residente per sesso al 31 dicembre 2024. ISTAT. (Bevölkerungsstatistiken des Istituto Nazionale di Statistica, Stand 31. Dezember 2024).
2. ↑  ISTAT